# British Hit Singles & Albums
British Hit Singles & Albums foi uma obra de referência musical editada no Reino Unido pelo Guiness World Records. Publicada de 1977 a 2006, relacionava anualmente, a partir de uma compilação de dados realizada pelos editores do livro, os setenta e cinco singles e álbuns mais vendidos do país. Em 2004, tornou-se um amálgama de duas outras publicações anteriores do Guiness, originalmente conhecidas como British Hit Singles e British Hit Albums. A publicação desta junção cessou em 2006. 
Uma nova versão do livro passou a ser editada pela Virgin. Intitulada The Virgin Book of British Hit Singles, sua primeira edição saiu em novembro de 2008.